# John Cornet d'Elzius
John Cornet d'Elzius (Leuven, 6 februari 1961), is een Belgisch diplomaat.

## Levensloop

### Familie
Jean Cornet d'Elzius is een telg uit het huis Cornet, een familie van politici en diplomaten. Hij is een zoon van ambassadeur graaf Louis Cornet d'Elzius (1928-2011) en gravin Colette d'Ursel (1934-2011). Hij huwde in 1985 met gravin Catherine de Renesse (1958) met wie hij een dochter heeft.

### Loopbaan
Cornet d'Elzius studeerde af als licentiaat in de rechten. Hij werkte op de ambassade in Ottawa, Canada en de permanente vertegenwoordiging bij de Verenigde Naties in Genève. Van 2000 tot 2004 was hij adviseur van prins Filip, van 2004 tot 2008 ministerraad op de ambassade in Rome, Italië en van 2008 tot 2009 adjunct-kabinetschef van minister van Ontwikkelingssamenwerking Charles Michel (MR). Bij de geboorte van prinses Elisabeth in 2001 was hij getuige. In september 2009 werd hij door koning Albert II opnieuw benoemd tot adviseur van prins Filip. Hij was verantwoordelijk voor de profilering en contacten van de kroonprins en gaf hem advies tijdens diplomatieke bezoeken. Van 2012 tot 2016 was hij ambassadeur in Tel Aviv, Israël en van 2016 tot 2020 ambassadeur bij de Heilige Stoel in Rome.

## Onderscheidingen
Per KB bevorderd tot grootofficier in de Orde van Leopold II op 3 augustus 2012.